# Hochstand
Als Hochstand werden Beobachtungsgerüste bezeichnet, die früher für geodätische Vermessungen über bewaldeten Festpunkten gebaut wurden. Die Holztürme sind etwa 10 bis 30 Meter hoch und haben unabhängige, sich nicht berührende Konstruktionen für den Theodolit und den messenden Geodäten (siehe auch Vermessungsturm).
Da großräumige Vermessungen heute meistens mit GPS durchgeführt werden, verwendet man Hochstände nur noch selten; sie verfallen im Lauf der Zeit bzw. wurden aus Sicherheitsgründen abgebaut. Nach wie vor werden jedoch hohe Signalstangen verwendet (meist aus Metall) bzw. an wichtigen Stellen errichtet. 